# フェラーリ・F2002
フェラーリF2002 (Ferrari F2002) は、スクーデリア・フェラーリが2002年のF1世界選手権参戦用に開発したフォーミュラ1カー。2002年の第3戦から最終戦まで実戦投入された。フェラーリとしてのコードナンバーは653。
2003年シーズンは開幕戦から第4戦までF2002Bが実戦投入された。

## F2002

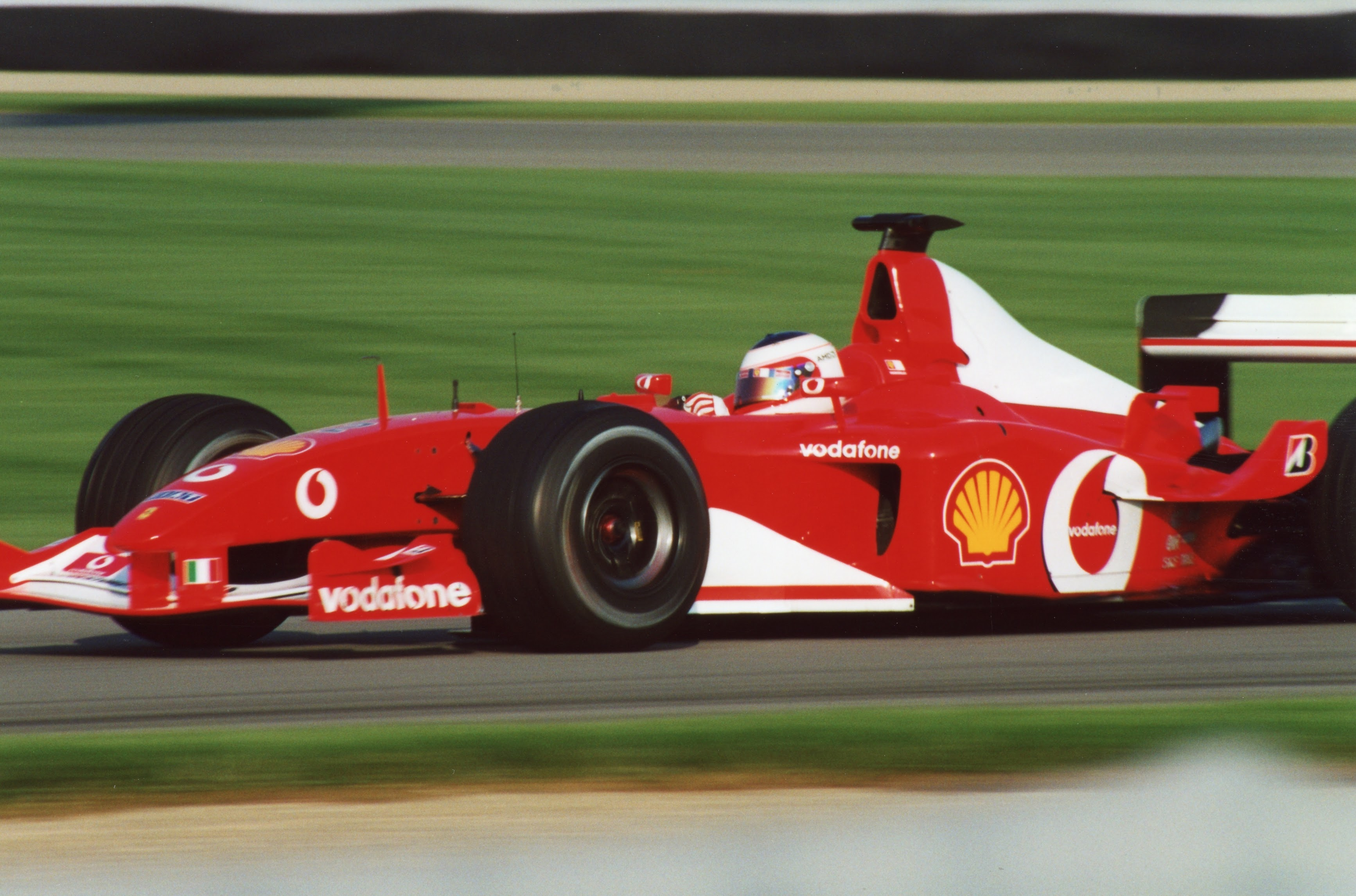
2002年アメリカGPでのF2002
ルーベンス・バリチェロがドライブ

2001年シーズンにおいて、真夏のハンガリーGPでチャンピオンを決定させるという楽なシーズンを過ごしたフェラーリは、このアドバンテージを失わないためにさらに革新的なマシンを生み出した。
フロントノーズはF2001のアリクイのように急激に下がるものから緩やかに下がる形状に変更。また、2000年にマクラーレンが導入した廃熱パーツであるチムニーダクトをさらに発展させ、エギゾーストパイプと一体型にすることでサイドポンツーン上の空力改善に貢献した。
ギヤボックスはチタン製ハウジングにカーボンファイバー製サスペンションハウジングを組み合わせるといった複雑な構造をしていたが、これをチタン製ギヤボックスに置き換えた（ミナルディが2000年の「M02」ですでに実戦投入していた）。これは前年型よりも細く小さくなったもので、リヤタイヤ周りのエアロダイナミクスに広い自由度を与えた。

### 2002年シーズン

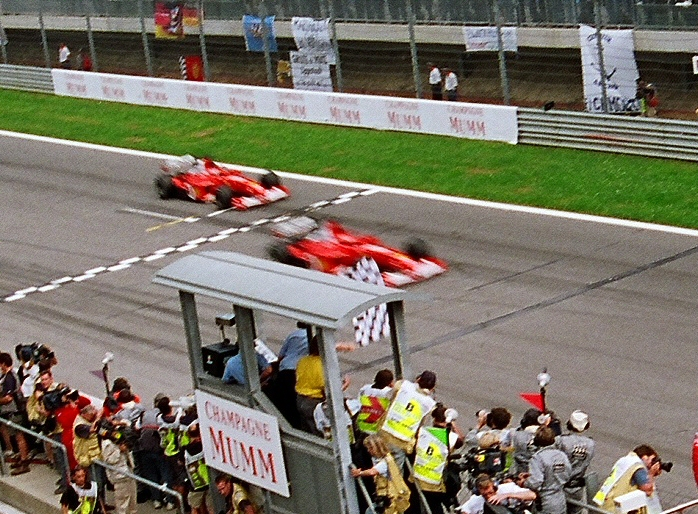
2002年オーストリアGPでのチェッカーシーン。バリチェロがシューマッハに1位を譲ったとしてチームオーダー疑惑が浮上した。

2002年シーズンは昨年以上にフェラーリ一色なシーズンとなった。ヨーロッパを離れた開幕3戦は前年の改修型F2001Bで臨む予定だったが、予定を早めて第3戦ブラジルGPからF2002が投入された（ミハエル・シューマッハのみ）。シューマッハはシーズン全戦完走・全戦表彰台という安定感をみせ、ナイジェル・マンセルの記録を更新する年間11勝を達成（F2002では10勝）。第11戦フランスGPで早々とドライバーズタイトル3連覇を決めた。その後も終盤戦5戦連続ワンツーフィニッシュを決め、17戦15勝とフェラーリ黄金期にふさわしい圧勝で終えた。
その一方で、第6戦オーストリアGPと第16戦アメリカGPでは、チェッカー直前に1位と2位の順位が入れ替わるというシーンが起こり、強すぎるフェラーリの行為が物議を醸した。

### スペック

#### シャーシ
- シャーシ名 F2002(653)
- シャーシ構造 カーボンファイバー/ハニカムコンポジット複合構造モノコック
- 全長 4,495mm
- 全幅 1,796mm
- 全高 959mm
- ホイールベース 3,113mm
- 前トレッド 1,450mm
- 後トレッド 1,405mm
- クラッチ ザックス・AP
- ブレーキキャリパー ブレンボ
- ブレーキディスク・パッド ブレンボ・カーボンインダストリー/ベンチレーテッド式カーボンファイバーディスクブレーキ
- サスペンション 前後プッシュロッドアクティブトーションバー・スプリング/ダブルウィッシュボーン
- ホイール BBS13インチ
- タイヤ ブリヂストン
- ギアボックス 7速＋リバース1速セミオートマチック/チタン製ケーシング
- シートベルト サベルト
- 重量 冷却水、潤滑油、ドライバーを含めて605kg（決勝は600kg）

#### エンジン
- エンジン名 Tipo051
- 気筒数・角度 V型10気筒・90度
- 排気量 2,996.6cc
- スパークプラグ NGK
- 燃料・潤滑油 シェル
- イグニッション マニエッティ・マレリ
- インジェクション マニエッティ・マレリ

### 結果
| 年   | No. | ドライバー             | 1   | 2   | 3   | 4   | 5   | 6   | 7   | 8   | 9   | 10  | 11  | 12  | 13  | 14  | 15  | 16  | 17  | ポイント | ランキング |
| 年   | No. | ドライバー             | AUS | MAL | BRA | SMR | ESP | AUT | MON | CAN | EUR | GBR | FRA | GER | HUN | BEL | ITA | USA | JPN | ポイント | ランキング |
| ---- | --- | ---------------------- | --- | --- | --- | --- | --- | --- | --- | --- | --- | --- | --- | --- | --- | --- | --- | --- | --- | -------- | ---------- |
| 2002 | 1   | ミハエル・シューマッハ |     |     | 1   | 1   | 1   | 1   | 2   | 1   | 2   | 1   | 1   | 1   | 2   | 1   | 2   | 2   | 1   | 221      | 1位        |
| 2002 | 2   | ルーベンス・バリチェロ |     |     |     | 2   | DNS | 2   | 7   | 3   | 1   | 2   | DNS | 8   | 1   | 2   | 1   | 1   | 2   | 221      | 1位        |

- 太字はポールポジション、斜字はファステストラップ。
- シューマッハは開幕から第2戦まで、バリチェロは開幕から第3戦までF2001Bを使用。
- 年間15勝 10PP（2002年）
- コンストラクターズチャンピオン獲得。
- ドライバーズタイトル獲得（ミハエル・シューマッハ）11勝 7PP
- ドライバーズランキング2位（ルーベンス・バリチェロ）4勝 3PP

## F2002B
2003年シーズンに向けて開発されたF2003-GAが、カーボン製リヤサスペンションの不具合で投入が遅れたため、F2002の改良版となるF2002Bが、開幕戦オーストラリアグランプリから第4戦サンマリノグランプリまで使用された。F2002からエアロダイナミクス面での変更は、F2003-GAのウイングの先行投入にとどまったが、マニエッティ・マレリ製の最新型ECUと、F2003-GA用のエンジンTipo052が搭載された。
オーストラリアグランプリ予選ではフロントローを独占するも、決勝ではシューマッハがキミ・ライコネンとのバトル中にコースオフし、バージボードを損傷した影響で4位フィニッシュ。2001年アメリカグランプリから続いていた連続表彰台記録が19で止まった。バリチェロはHANSによる影響でコースアウトしリタイアした。第2戦2003年マレーシアグランプリでは、特例でHANSが免除されたバリチェロが2位表彰台を獲得した一方で、シューマッハはオープニングラップでヤルノ・トゥルーリに接触しペナルティを受けた結果6位に終わった。第3戦2003年ブラジルグランプリではバリチェロがポールポジションを獲得するも、決勝はガス欠でリタイア。シューマッハは雨に足元を掬われてコースアウトしリタイアに終わり、2001年ハンガリーグランプリから続いていた連続入賞及び連続完走が24で止まった。チームとしてもダブルリタイアは1998年ベルギーグランプリ以来という、近年では最悪と言っていいほどの出だしであった。F2003-GAの投入が待たれる中、地元サンマリノグランプリでシューマッハがポールトゥウィン、バリチェロが3位表彰台を獲得し、F2002Bとしては有終の美を飾ることができた。

### スペック

#### シャーシ
- シャーシ名 F2002B(653B)
- シャーシ構造 カーボンファイバー/ハニカムコンポジット複合構造モノコック
- 全長 4,495mm
- 全幅 1,796mm
- 全高 959mm
- ホイールベース 3,113mm
- 前トレッド 1,450mm
- 後トレッド 1,405mm
- クラッチ ザックス・AP
- ブレーキキャリパー ブレンボ
- ブレーキディスク・パッド ブレンボ・カーボンインダストリー/ベンチレーテッド式カーボンファイバーディスクブレーキ
- サスペンション 前後プッシュロッドアクティブトーションバー・スプリング/ダブルウィッシュボーン
- ホイール BBS13インチ
- タイヤ ブリヂストン
- ギアボックス 7速＋リバース1速セミオートマチック/チタン製ケーシング
- シートベルト サベルト
- 重量 冷却水、潤滑油、ドライバーを含めて605kg（決勝は600kg）

#### エンジン
- エンジン名 Tipo052
- 気筒数・角度 V型10気筒・90度
- 排気量 2,997cc
- スパークプラグ NGK
- 燃料・潤滑油 シェル
- イグニッション マニエッティ・マレリ
- インジェクション マニエッティ・マレリ

### 結果
| 年   | No. | ドライバー             | 1   | 2   | 3   | 4   | 5   | 6   | 7   | 8   | 9   | 10  | 11  | 12  | 13  | 14  | 15  | 16  | ポイント | ランキング |
| 年   | No. | ドライバー             | AUS | MAL | BRA | SMR | ESP | AUT | MON | CAN | EUR | FRA | GBR | GER | HUN | ITA | USA | JPN | ポイント | ランキング |
| ---- | --- | ---------------------- | --- | --- | --- | --- | --- | --- | --- | --- | --- | --- | --- | --- | --- | --- | --- | --- | -------- | ---------- |
| 2003 | 1   | ミハエル・シューマッハ | 4   | 6   | Ret | 1   |     |     |     |     |     |     |     |     |     |     |     |     | 158      | 1位        |
| 2003 | 2   | ルーベンス・バリチェロ | Ret | 2   | Ret | 3   |     |     |     |     |     |     |     |     |     |     |     |     | 158      | 1位        |

太字はポールポジション、斜字はファステストラップ。
- ドライバーズランキング
  - ミハエル・シューマッハ 1位
  - ルーベンス・バリチェロ 4位